# Championnat de Suisse masculin de basket-ball
Le championnat de Suisse masculin de basket-ball, dénommé Swiss Basketball League Men (SBL Men), anciennement Ligue nationale A (LNA), est une compétition de basket-ball qui est pour la Suisse le 1er échelon national. Il se déroule annuellement sous forme d'un championnat opposant entre huit et douze clubs puis de play-off. Une saison du championnat commence en automne et se termine au printemps suivant.
12 clubs y participent depuis la saison 2003-2004. Depuis la saison 2007-2008, cela varie entre 8 et 12 clubs. Chaque équipe s'affronte en match aller-retour (voire plus). Les 8 meilleures équipes sont qualifiées pour les play-off, chaque tour se jouant au meilleur des cinq matchs.

## Histoire
Le 1er championnat suisse de basket-ball a eu lieu lors de la saison 1931-1932.
Jusqu'à la saison 2015-2016, c'est la Ligue nationale de basket-ball amateurs (LNBA) qui organise la compétition. Dès la saison 2016-2017, Swiss Basketball, par le biais de la commission Swiss Basketball League, prend le relais et organise le championnat de Suisse. 
La saison 2019-2020 se termine prématurément le 13 mars 2020 en raison de la pandémie de Covid-19.
En 2023 Fribourg Olympic a failli ne pas participer à la ligue des champions en raison d'une erreur administrative de Swiss Basketball,.

## Palmarès

### Par année
| Saison  | Champion                                    |
| ------- | ------------------------------------------- |
| 1932/33 | Université de Berne                         |
| 1933/34 | BC Servette Genève                          |
| 1934/35 | BC Servette Genève                          |
| 1935/36 | BC Servette Genève                          |
| 1936/37 | BC Servette Genève                          |
| 1937/38 | Urania Genève Sport                         |
| 1938/39 | Urania Genève Sport                         |
| 1939–41 | Pas de championnat                          |
| 1941/42 | Urania Genève Sport                         |
| 1942/43 | Urania Genève Sport                         |
| 1943/44 | Urania Genève Sport                         |
| 1944/45 | Urania Genève Sport                         |
| 1945/46 | CA Genève                                   |
| 1946/47 | Urania Genève Sport                         |
| 1947/48 | Urania Genève Sport                         |
| 1948/49 | Urania Genève Sport                         |
| 1949/50 | Urania Genève Sport                         |
| 1950/51 | Stade Français                              |
| 1951/52 | Sanas Merry Boys                            |
| 1952/53 | Jonction Genève                             |
| 1953/54 | Jonction Genève                             |
| 1954/55 | Jonction Genève                             |
| 1955/56 | Jonction Genève                             |
| 1956/57 | Jonction Genève                             |
| 1957/58 | Jonction Genève                             |
| 1958/59 | Urania Genève Sport                         |
| 1959/60 | Urania Genève Sport                         |
| 1960/61 | Stade Français                              |
| 1961/62 | Stade Français                              |
| 1962/63 | Stade Français                              |
| 1963/64 | Sanas Merry Boys                            |
| 1964/65 | Urania Genève Sport                         |
| 1965/66 | Urania Genève Sport                         |
| 1966/67 | Fribourg Olympic                            |
| 1967/68 | Urania Genève Sport                         |
| 1968/69 | Stade Français                              |
| 1969/70 | Stade Français                              |
| 1970/71 | Stade Français                              |
| 1971/72 | Fribourg Olympic                            |
| 1972/73 | Stade Français                              |
| 1973/74 | Fribourg Olympic                            |
| 1974/75 | Fribourg Olympic                            |
| 1975/76 | Federale Lugano                             |
| 1976/77 | Federale Lugano                             |
| 1977/78 | Fribourg Olympic                            |
| 1978/79 | Fribourg Olympic                            |
| 1979/80 | AS Viganello                                |
| 1980/81 | Fribourg Olympic                            |
| 1981/82 | Fribourg Olympic                            |
| 1982/83 | BBC Nyon                                    |
| 1983/84 | Vevey Basket                                |
| 1984/85 | Fribourg Olympic                            |
| 1985/86 | Pully Basket                                |
| 1986/87 | Pully Basket                                |
| 1987/88 | Champel Genève Basket                       |
| 1988/89 | Pully Basket                                |
| 1989/90 | Pully Basket                                |
| 1990/91 | Vevey Basket                                |
| 1991/92 | Fribourg Olympic                            |
| 1992/93 | Pallacanestro Bellinzona                    |
| 1993/94 | Pallacanestro Bellinzona                    |
| 1994/95 | Pallacanestro Bellinzona                    |
| 1995/96 | BBC Monthey                                 |
| 1996/97 | Fribourg Olympic                            |
| 1997/98 | Fribourg Olympic                            |
| 1998/99 | Fribourg Olympic                            |
| 1999/00 | Lugano Tigers                               |
| 2000/01 | Lugano Tigers                               |
| 2001/02 | Lugano Tigers                               |
| 2002/03 | BC Boncourt                                 |
| 2003/04 | BC Boncourt                                 |
| 2004/05 | BBC Monthey                                 |
| 2005/06 | Lugano Tigers                               |
| 2006/07 | Fribourg Olympic                            |
| 2007/08 | Fribourg Olympic                            |
| 2008/09 | SAV Vacallo Basket                          |
| 2009/10 | Lugano Tigers                               |
| 2010/11 | Lugano Tigers                               |
| 2011/12 | Lugano Tigers                               |
| 2012/13 | Lions de Genève                             |
| 2013/14 | Lugano Tigers                               |
| 2014/15 | Lions de Genève                             |
| 2015/16 | Fribourg Olympic                            |
| 2016/17 | BBC Monthey                                 |
| 2017/18 | Fribourg Olympic                            |
| 2018/19 | Fribourg Olympic                            |
| 2019/20 | Annulé en raison de la pandémie de Covid-19 |
| 2020/21 | Fribourg Olympic                            |
| 2021/22 | Fribourg Olympic                            |
| 2022/23 | Fribourg Olympic                            |
| 2023/24 | Fribourg Olympic                            |
| 2024/25 | Lions de Genève                             |

### Bilan
- Palmarès des clubs champions de Suisse :

#### Par équipe
| Équipes                           | Titres | Saison |
| --------------------------------- | ------ | --- |
| Fribourg Olympic                  | 22     | 1966, 1971, 1973, 1974, 1978, 1979, 1981, 1982, 1985, 1992, 1997, 1998, 1999, 2007, 2008, 2016, 2018, 2019, 2021, 2022, 2023, 2024 |
| UGS                               | 15     | 1934, 1938, 1941, 1942, 1943, 1944, 1946, 1947, 1948, 1949, 1958, 1959, 1964, 1965, 1967                                           |
| BC Lugano Snakes AB Lugano Tigers | 8      | 2000, 2001, 2002 2006, 2010, 2011, 2012, 2014                                                                                      |
| Stade français Genève             | 7      | 1950, 1960, 1962, 1968, 1969, 1970, 1972                                                                                           |
| Jonction Genève                   | 6      | 1952, 1953, 1954, 1955, 1956, 1957                                                                                                 |
| Pully Basket                      | 4      | 1986, 1987, 1989, 1990 |
| BBC Monthey                       | 3      | 1996, 2005, 2017 |
| Pallacanestro Bellinzona          | 3      | 1993, 1994, 1995 |
| Federale Lugano                   | 3      | 1975, 1976, 1977 |
| Servette Genève                   | 3      | 1933, 1935, 1936 |
| Lions de Genève                   | 3      | 2013, 2015, 2025 |
| BC Boncourt                       | 2      | 2003, 2004 |
| Vevey Riviera Basket              | 2      | 1984, 1991 |
| Sanas Merry Boys Lausanne         | 2      | 1951, 1963 |
| SAV Vacallo Basket                | 1      | 2009 |
| Champel Basket                    | 1      | 1988 |
| Nyon Basket                       | 1      | 1983 |
| SP Viganello                      | 1      | 1980 |
| CAG Genève                        | 1      | 1945 |
| Genève Basket                     | 1      | 1937 |
| Université de Berne               | 1      | 1932 |

#### Par région
| Régions  | Titres | Equipes vainqueures |
| -------- | ------ | --- |
| Genève   | 36     | UGS (15), Stade français Genève (7), Jonction Genève (6), Servette Genève (3), Lions de Genève (2), Champel Basket (1), CAG Genève (1), Genève Basket (1) |
| Fribourg | 22     | Fribourg Olympic (22) |
| Tessin   | 16     | BC Lugano Snakes / AB Lugano Tigers (8), Pallacanestro Bellinzona (3), Federale Lugano (3), SAV Vacallo Basket (1), SP Viganello (1)                      |
| Vaud     | 9      | Pully Basket (4), Vevey Basket (2), Sanas Merry Boys Lausanne (2), Nyon Basket (1)                                                                        |
| Valais   | 3      | BBC Monthey (3) |
| Jura     | 2      | BC Boncourt (2) |
| Berne    | 1      | Université de Berne (1) |